# کابری
کابری (به فرانسوی: Cabris) یک کمون در فرانسه است که در Canton of Saint-Vallier-de-Thiey واقع شده‌است.

## خصوصیات
کابری ۵٫۴۳ کیلومترمربع مساحت و ۱٬۴۵۶ نفر جمعیت دارد و ۵۵۰ متر بالاتر از سطح دریا واقع شده‌است.